# Atopochilus mandevillei
Atopochilus mandevillei es una especie de peces de la familia Mochokidae en el orden de los Siluriformes.

## Morfología
• Los machos pueden llegar alcanzar los 14,1 cm de longitud total.

## Reproducción
Es ovíparo.

## Hábitat
Es un pez de agua dulce.

## Distribución geográfica
Se encuentran en África: República Democrática del Congo.